# Прихований Мікі

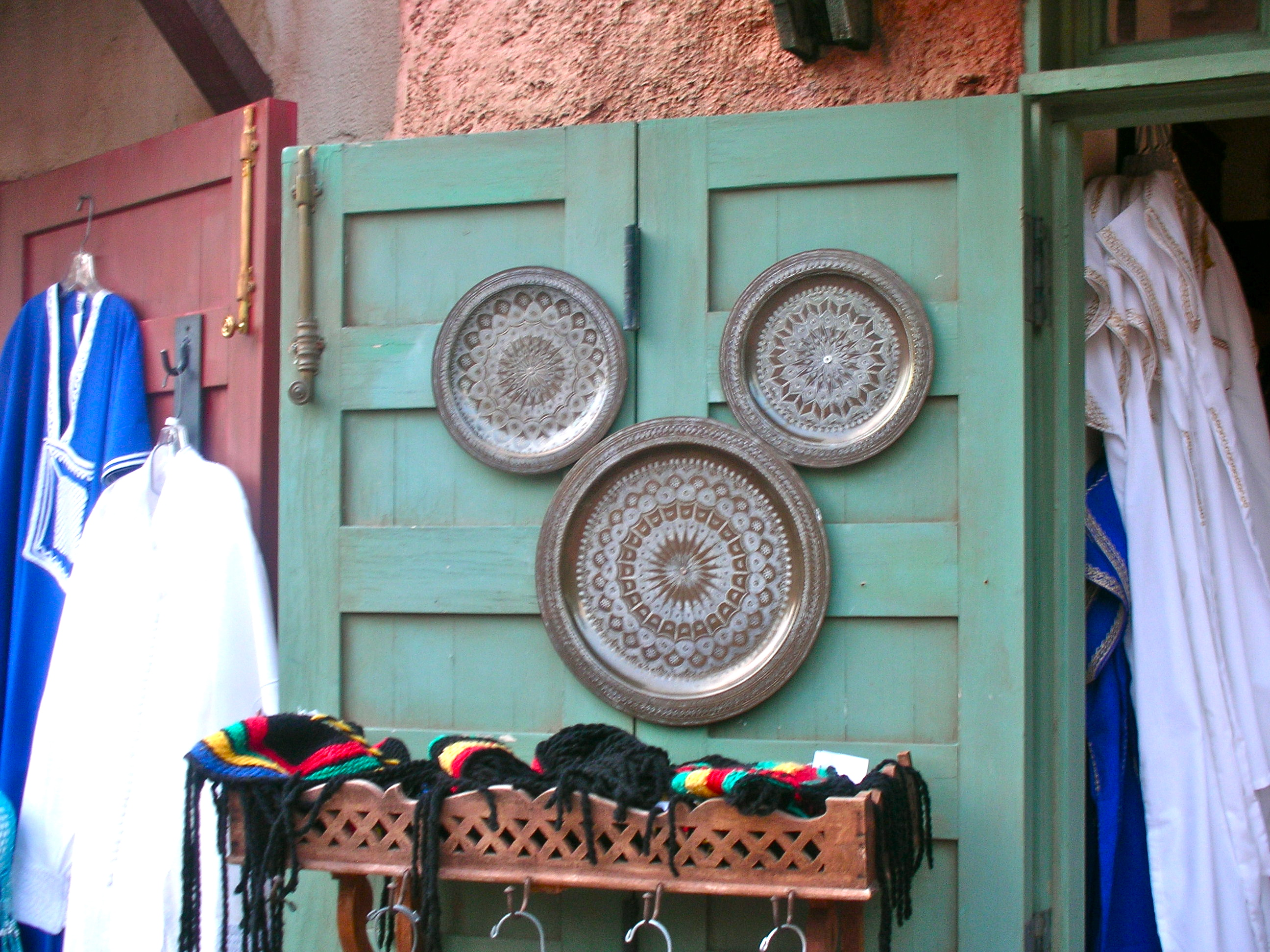

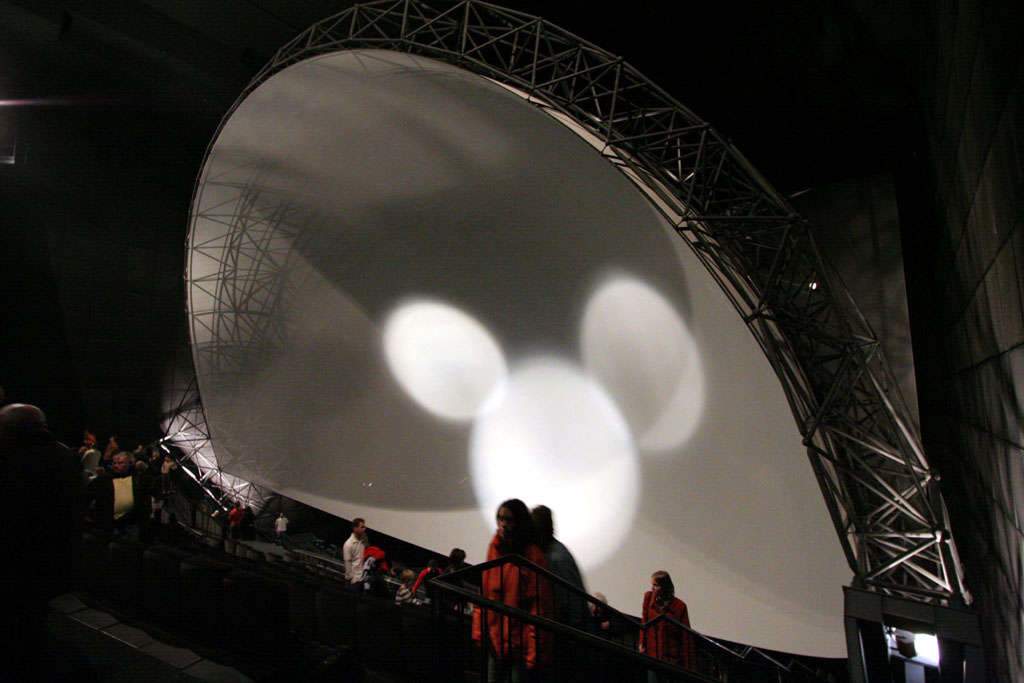

Прихований Мікі — майстерно захований силует Мікі Мауса, що складається з трьох кіл, що символізують вуха і голову мишеняти. При уважному перегляді «прихованих Мікі» можна помітити в багатьох класичних мультфільмах Діснея (таких, як «Король Лев» і «Король Лев 3», «Русалонька», «Пітер Пен» та ін), а також у діснейлендах і інших аналогічних тематичних парках.
Голова Мікі Мауса — давно відомий і широко використовуваний діснеївський символ і талісман, однак, розпізнати його не завжди просто. У мультфільмах «прихований Мікі» може прийняти форму скелі, водойми або сузір'я (див., наприклад, «Король Лев 3»), а в реальності може неявним чином проявлятися як частина архітектурного ансамблю або навіть як опора лінії електропередачі.
До якогось моменту «приховані Мікі» залишалися професійною таємницею компанії Діснея і могли бути свого роду «підписом» того чи іншого художника, архітектора або інженера. Однак, через деякий час секрет був розкритий, і існування «прихованих Мікі» було визнано керівництвом компанії. Тепер в деяких тематичних диснеївських парках відвідувачі можуть навіть придбати спеціальні брошури і книги, що містять підказки, як і де шукати знаменитий «трицикл».

## «Приховані Мікі» в кінематографі
Нижче наведено неповний список фільмів і мультфільмів, в яких при уважному перегляді можна помітити силуети Мікі Мауса.
- Білосніжка і сім гномів
- Бембі
- Пітер Пен
- Попелюшка (мультфільм, 1950)
- Спляча красуня
- Чорний котел
- Русалонька
- Красуня і чудовисько
- Король-лев
- Король лев 3: Хакуна матата

На DVD-диску з мультфільмом можна знайти гру, мета якої — відшукати на задніх планах 20 цілеспрямовано захованих силуетів Мікі.
- Ліло і Стіч
- Пірати Карибського моря: Прокляття «Чорної перлини»